# ليلى بوزيد
ليلى بوزيد هي مخرجة تونسيّة سينيمائيّة من مواليد 1984 ، ابنة المخرج التّونسي النوري بوزيد . تحصّلت على شهادة الباكالوريا سنة 2003 ثم درست الآداب في جامعة السوربون في باريس . أخرجت زكريّا أوّل فيلم قصير لها في عالم الاحتراف ، تحصلت عام 2012 على الجائزة الكبرى للجنة التحكيم لأفلام المدارس السينمائية في تظاهرة premier plan عن فيلم تخرجها «مخبي في كبة» و أخرجت أوّل فيلم طويل لها في 2015 على حلة عيني الذي تحصّل على 24 جائزة.

## روابط خارجية
- ليلى بوزيد على موقع IMDb (الإنجليزية)
- ليلى بوزيد على موقع ألو سيني (الفرنسية)
- ليلى بوزيد على موقع أول موفي (الإنجليزية)
- ليلى بوزيد على موقع قاعدة بيانات الفيلم (الإنجليزية)
- ليلى بوزيد على موقع كينوبويسك (الروسية)